# Schießplatz Ramsau-Molln

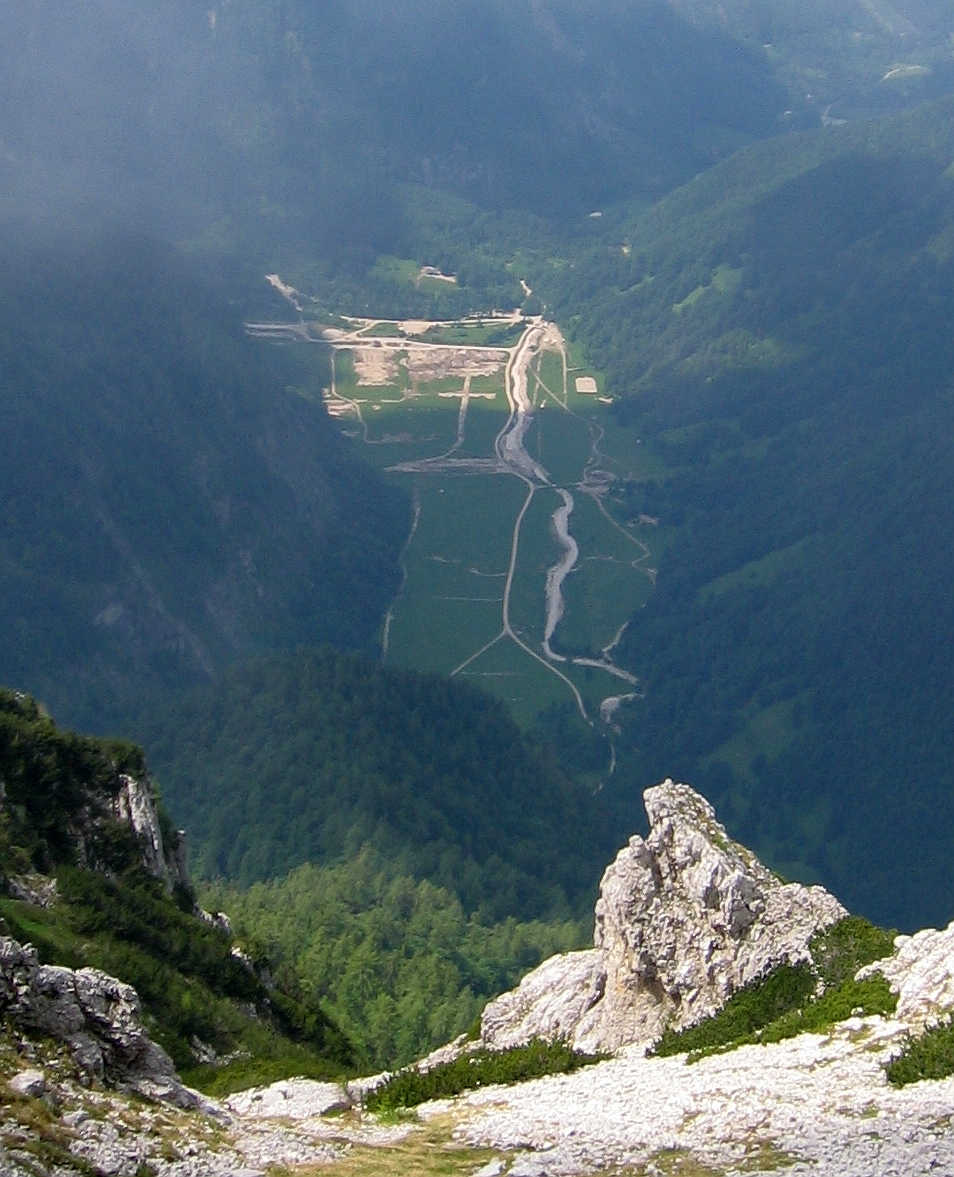
Blick vom Rohrauer Größtenberg auf den Schießplatz

Der Schießplatz Ramsau-Molln (Spl Ramsau, landläufig auch  Truppenübungsplatz Hopfing u. ä.) ist eine Schießanlage des österreichischen Bundesheeres im südlichen Traunviertel in Oberösterreich.

## Lage
Koordinaten: 47° 48′ 38,2″ N, 14° 15′ 39,4″ O
Der Schießplatz befindet sich im mittleren Steyrtal, südwestlich von Molln in der Ortschaft Ramsau. Der Übungsplatz liegt abgelegen im Gebiet der Mollner Berge, am Nordfuß der Sengsengebirges im unbesiedelten Hintertal von Hopfing, direkt an den Grenzen des Nationalparks Kalkalpen.
Die Anlage liegt auf 605 m ü. A. zwischen dem Ramsauer Größtenberg im Nordosten (Vorberg: Kaumberg), Schöneck im Osten, Rohrauer Größtenberg im Südosten, Hochsengs im Südosten, und Schwarzkogel im Nordwesten. Vor dem Schießplatz zweigt auf der linken Talseite nach Westen das Urlachbachtal ab, am Südostende läuft das Niklbachtal ostwärts zur Feichtau.

## Geschichte
Der Schießplatz Hopfing, wie er ursprünglich hieß, wurde 1945 von den Amerikanern angelegt, und für die Infanterie-Schießausbildung ebenso genutzt, wie den Entminungsdienst. Später war hier auch die B-Gendarmerie im Einsatz.
Nach Ende der Besatzungszeit wurde der Platz 1955 vom neuaufgestellten Bundesheer übernommen, und durch Pachtverträge mit den Grundeigentümern auf eine langfristige Basis gestellt.
Die Anlage war ursprünglich eine einfache Einrichtung, die heutzutage als „Schießen im freien Gelände“ zu bezeichnen wäre. Anfangs bestand auch nur ein Zeltlager am Nordende der Anlage, erst das Bundesheer errichtete Baracken (Altes Lager). Dieses wurde in den 1960ern nach einem Bergsturz durch ein Erdbeben unbenutzbar. Das Lager wurde dann ab 1972 gut einen Kilometer talauswärts in Hopfing neu errichtet. Ab 1970 wurde die Anlage auch auf Bunkerbauweise umgerüstet, und bekam 1982 ein Betriebsgebäude – Ramsau galt damals als einer der modernsten Schießplätze Europas. Weil das Bundesheer den Platz für ungeeignet erklärte, das Geschütz GHN-45 „Bull“ der Voest-Alpine zu testen, war in den frühen 1980ern ein geeigneter großer Schießplatz im Reichraminger Hintergebirge in Gespräch. Proteste gegen diese Planungen machten das Nationalparkprojekt für den Bergraum seinerzeit populär (die Kanonenproduktion wurde dann zur Noricum in Liezen verlegt).
Nach Errichtung des Nationalparks 1996, der das Gelände bergseitig rundum umschließt, und weil die Ramsau ein wichtiger Zugang für Besucher ist, wurde es 2002 als Sperrgebiet deklariert, mit kontrollierten Durchgangszeiten.
2005–2008 wurde die Anlage generalsaniert, mit modernen Schießbahnen, und inklusive Mülltrennsystem und Kläranlage.

## Anlage und Betrieb
Das Schießplatzareal umfasst etwa 82 Hektar, die gesamte Sicherheitszone 150 Hektar, die gesamte gepachtete Fläche bis zu den Nationalparkgrenzen 260 Hektar. Er ist der kleinste österreichische Truppenübungsplatz.
Die Anlage verfügt über neun Schießbahnen mit der dazugehörigen Infrastruktur (Waffenangaben Stand 2010):
- drei Kurzbahnanlagen für Schießübungen mit dem StG77, der P80 und dem MG74 auf 30 Meter
- eine Bahn  bis 200 Meter, vier bis 300/350 Meter, eine bis 800 Meter
- fünf Querlaufziele und zwei Laufziele in Drauflosfahrt (dem Schützen entgegen)
- zusätzlich Schießbahn Panzerbasis mit einer Zielentfernung von 1,2 Kilometern bis zum Kaliber 105 mm
- Gewöhnungs- und Belehrungssprengplatz, Übungs- und Splitterhandgranatenwurfanlage

Die Unterkünfte umfassen insgesamt 212 Betten.
Der Schießplatz Ramsau/Molln untersteht dem Militärkommando Oberösterreich (MilKdoOÖ – Truppenübungsplatzkommando Oberösterreich TÜPlKdo OÖ). Hier trainieren auch die Heeressportvereine. Außerdem finden Versuche durch das Amt für Rüstung- und Wehrtechnik (ARWT) statt.
Die Anlage ist Sperrgebiet, und wochentags nur stundenweise für Bergwanderer passierbar. Umgekehrt ist sie während der herbstlichen Jagdsaison zeitweise außer Betrieb gestellt (Eigenjagd Ramsau der Bundesforste).
Da das Sperrgebiet auch ein wichtiges Feuchtgebiets-Lebensraum ist, engagiert sich das Bundesheer zusammen mit der Oberösterreichischen Akademie für Umwelt und Natur des Landes im Amphibienschutz. Es ist zwar aus dem Nationalpark ausgenommen (Grenzen in etwa 700–800 m Seehöhe), aber bis auf die direkte Schießanlage Teil des zugehörigen Europaschutzgebietes (EU03).